# Рачо Стоянов (награда)
Националната литературна награда „Рачо Стоянов“ е учредена през 1986 г. на името на писателя и драматург Рачо Стоянов. Наградата се присъжда на всеки три години на творци за изключителния им принос към развитието на българската култура. Връчва се по време на културните празници в Дряново „Поезия и песен на Балкана“. Организатори са Община Дряново, Народно читалище „Развитие-1869“, Съюза на българските писатели и Съюза на българските композитори.

## Лауреати
Носители на Националната литературна награда „Рачо Стоянов“ са Никола Русев, Димитър Стефанов, Теодора Ганчева, Антон Дончев, Марко Ганчев, Ганчо Савов, доц. Николай Димков, Кънчо Атанасов, Валери Петров (2013) и Генчо Витанов (2017).